# Vultee A-31 Vengeance
Il Vultee A-31 Vengeance era un monomotore ad ala media destinato al ruolo di cacciabombardiere sviluppato dall'azienda statunitense Vultee Aircraft negli anni quaranta ed utilizzato dalle forze alleate durante la seconda guerra mondiale.
L'Aeronautica militare degli Stati Uniti utilizzò tale velivolo, e la sua versione migliorata A-35 esclusivamente per compiti addestrativi. L'aereo fu esportato in base alla Legge Affitti e prestiti in Australia, Brasile, Francia, Gran Bretagna, India.

## Storia del progetto
Nel 1940 l'ufficio tecnico della Vultee Aircraft iniziò la progettazione di un bombardiere in picchiata monomotore, designato Vultee Model 72 (V-72), per soddisfare i requisiti dell'Armée de l'Air, l'aeronautica militare francese. Il V-72 fu realizzato con fondi privati, destinato esclusivamente alla vendita sui mercati esteri. Si trattava di monoplano ad ala bassa, monomotore, biposto ad abitacolo chiuso. Per la motorizzazione fu scelto il propulsore Wright GR-2600-A5B-5 Twin Cyclone raffreddato ad aria, da 1.600 hp. L'armamento iniziale prevedeva due mitragliatrici da 7,62 mm fisse, sparanti attraverso l'elica con dispositivo di sincronizzazione, mentre l'armamento difensivo posteriore era di due mitragliatrici da 7,62 mm su affusto brandeggiabile. Il carico di bombe massimo era di 680 kg, parte in una stiva ventrale interna, parte in rastrelliere alari.
Il governo francese, alla disperata ricerca di qualsiasi armamento avanzato, ordinò l'acquisto di 300 V-72, le cui consegne dovevano iniziare nell'ottobre 1940. La caduta della Francia, a giugno, portò alla cancellazione dell'ordine. Nel frattempo la British Purchasing Commission, impressionata dalle prestazioni del cacciabombardiere Junkers Ju 87 Stuka, il 3 luglio 1940 emise un ordine per l'acquisto di 200 V-72 (unici altri aerei disponibili sul mercato, e subito denominati Vengeance dalla Vultee), cui seguì un ordine per altri 100 esemplari emesso nel dicembre dello stesso anno. Siccome lo stabilimento della Vultee di Downey era già occupato nella produzione dell'addestratore BT-13 Valiant, gli aerei dovevano essere realizzati presso la fabbrica Stimson di Nashville, e su licenza presso la Northrop di Hawthorne, California.

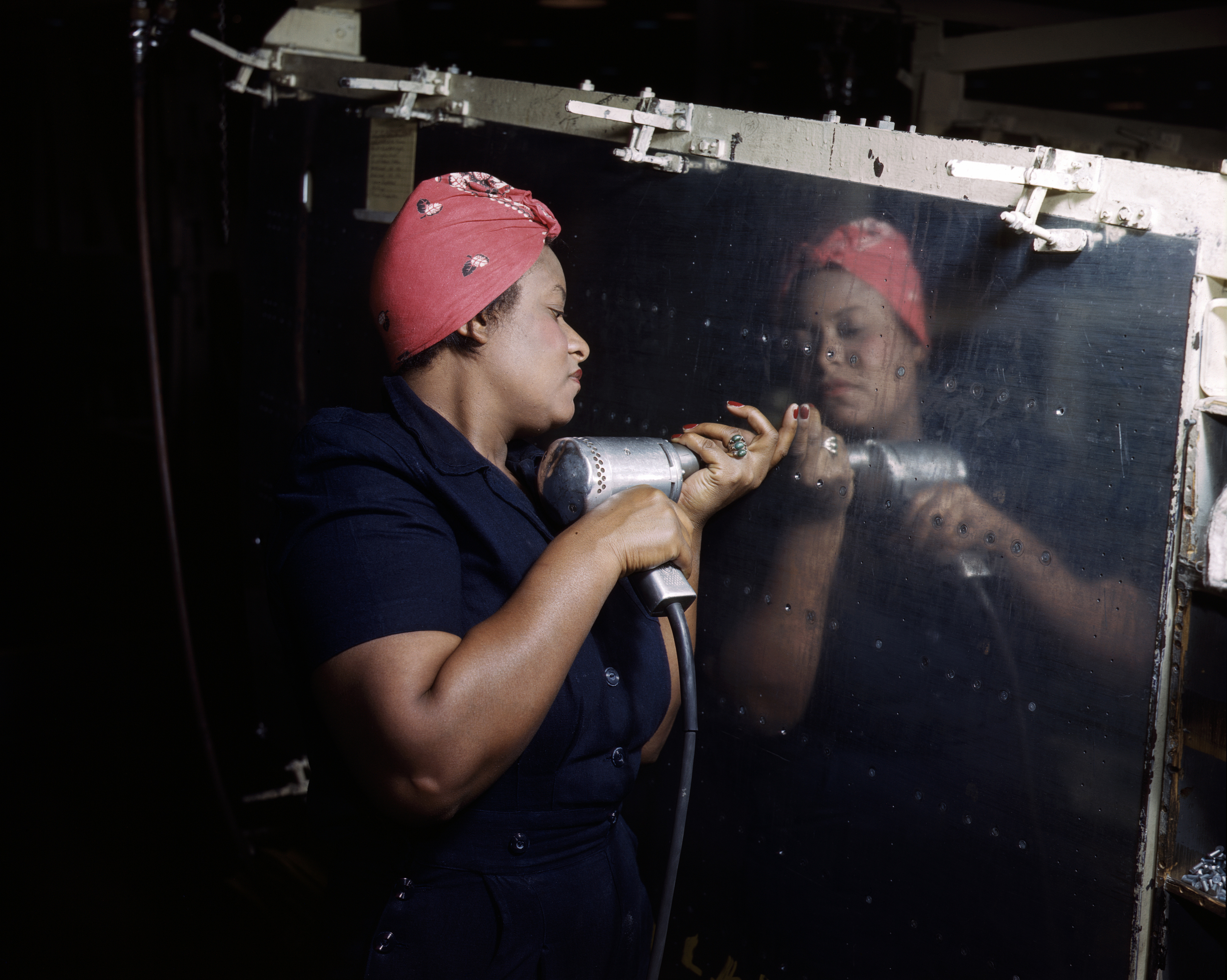
Una donna al lavoro su un bombardiere leggero Vengeance presso la fabbrica Vultee di Nashville, Tennessee (1943)

Il prototipo effettuò il suo primo volo a Downey, California, il 30 marzo 1941. Un ulteriore lotto di velivoli fu ordinato dalla Gran Bretagna nel giugno 1941 in base al Lend-Lease Act, e questi velivoli furono designati dall'United States Army Air Corps A-31. Dopo l'attacco di Pearl Harbor, avvenuto il 7 dicembre dello stesso anno, gli Stati Uniti entrarono ufficialmente in guerra, e l'US Army Air Corps richiese un certo numero di V-72 e A-31 per il proprio bisogno.
Anche l'US Army Air Corps si interessò al bombardamento in picchiata, e ordinò una versione migliorata del Vengeance, la A-35, dotata di armamento migliorato ed equipaggiata con il più potente propulsore Wright R-2600-19 Twin Cyclone, che doveva essere fornita anche ai paesi alleati. Tuttavia ai piloti collaudatori dell'US Army Air Corps non piacque la scarsa visuale, risultato dall'incidenza zero dell'ala, e questo difetto fu corretto sulla successiva versione A-35: il pilotaggio migliorò molto nel volo di crociera, ma perse precisione nel bombardamento in picchiata.

## Tecnica

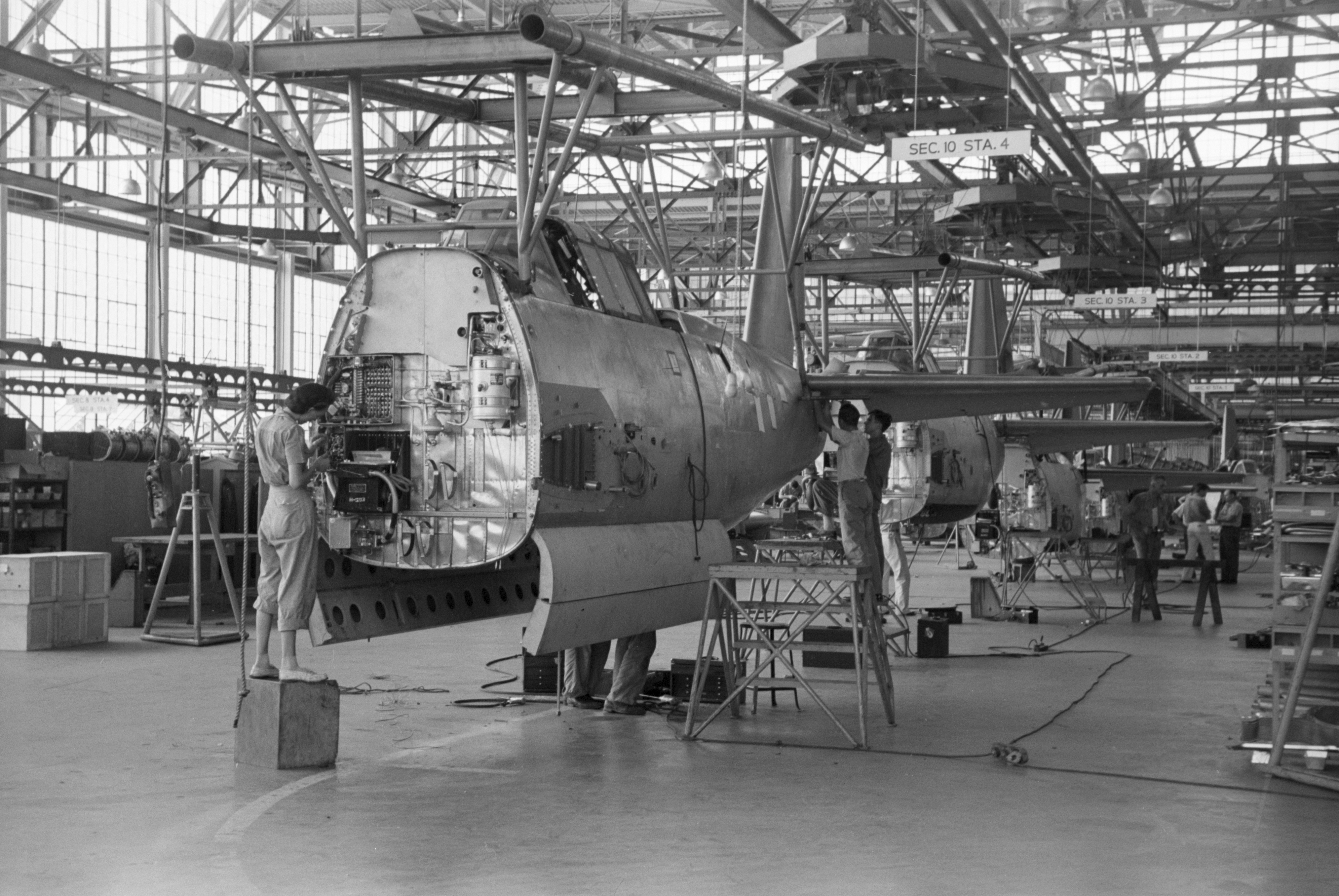
Linea di assemblaggio dei Vengeance presso lo stabilimento Vultee, agosto 1942

Il Vultee A-31 Vengeance era un monoplano, monomotore, biposto, dalla struttura interamente metallica, in duralluminio. L'ala a gabbiano  era in posizione mediana, posizionata in corrispondenza della cabina di pilotaggio, che ospitava allineati il pilota e il puntatore/mitragliere. I piani di coda erano di tipo classico con gli stabilizzatori orizzontali situati alla base della deriva.metallica.
Il carrello d'atterraggio era di tipo triciclo posteriore, completamente retrattile. Le gambe principali si ritraevano all'interno della struttura alare con movimento all'indietro, e le ruote alloggiavano in un apposito vano situato nella parte inferiore dell'ala. Il ruotino di coda, sterzabile, si ritraeva anch'esso in un apposito vano situato nella parte estrema della fusoliera per ridurre la resistenza aerodinamica.
Il propulsore era un radiale Wright R-2600-A5B-5 Twin Cyclone  a 14 cilindri a doppia stella, raffreddato ad aria. La potenza erogata era di 1 600  hp (pari a circa 1 193 kW), ed azionava un'elica tripala metallica a passo variabile.
L'armamento difensivo era di quattro mitragliatrici Browning M1919 calibro .30 in (7,62 mm) posizionate due per semiala, e due mitragliatrici Browning M1919 da 7,62 mm brandeggiabili posteriormente. Il carico offensivo massimo della stiva ventrale era di 450 kg.

## Impiego operativo
L'United States Army Air Force ricevette 243 V-72 e A-31 deviati dagli acquisti effettuati dalla RAF, oltre a numerosi esemplari della versione A-35 costruita appositamente per essa. Questi aerei non ebbero impiego bellico: furono usati come equipaggiamento iniziale degli Squadron da bombardamento leggero, in attesa della consegna di velivoli bimotore. Inoltre svolsero un importante ruolo come addestratori e traino bersagli.
A partire dall'aprile 1944 un certo numero di Vengeance Mk.I e Mk IV della Royal Air Force fu messo a disposizione della 8th Air Force schierata in Gran Bretagna, assegnati alle squadriglie di addestramento ai voli per la ricerca degli obiettivi (target), ed ai centri di addestramento dei piloti di rimpiazzo destinati alle unità operative. Tutto l'armamento fu rimosso, e nella parte posteriore della fusoliera fu installato un verricello per il traino manica, unito ad un faro.  Alcuni di questi aerei continuarono a volare con le insegne e i numeri di serie britannici. Verso la fine del giugno 1944, vi erano sette A-35B basati presso la base RAF Cluntoe, sette a Greencastle, 10 sulla RAF Sutton Bridge e sei presso la RAF East Wretham. Quando i C.C.R.C. vennero sciolti nell'autunno 1944, gli esemplari di A-35B furono ridistribuiti presso le unità da combattimento, prestando servizio in diversi gruppi caccia e bombardieri, che ne avevano tutti almeno uno in servizio nel corso del 1945. Gli A-35B non dimostrarono mai un elevato rateo di disponibilità operativa, e furono considerati di difficile manutenzione, assumendo nel contempo la designazione di RA-35B (R per "Restricted").

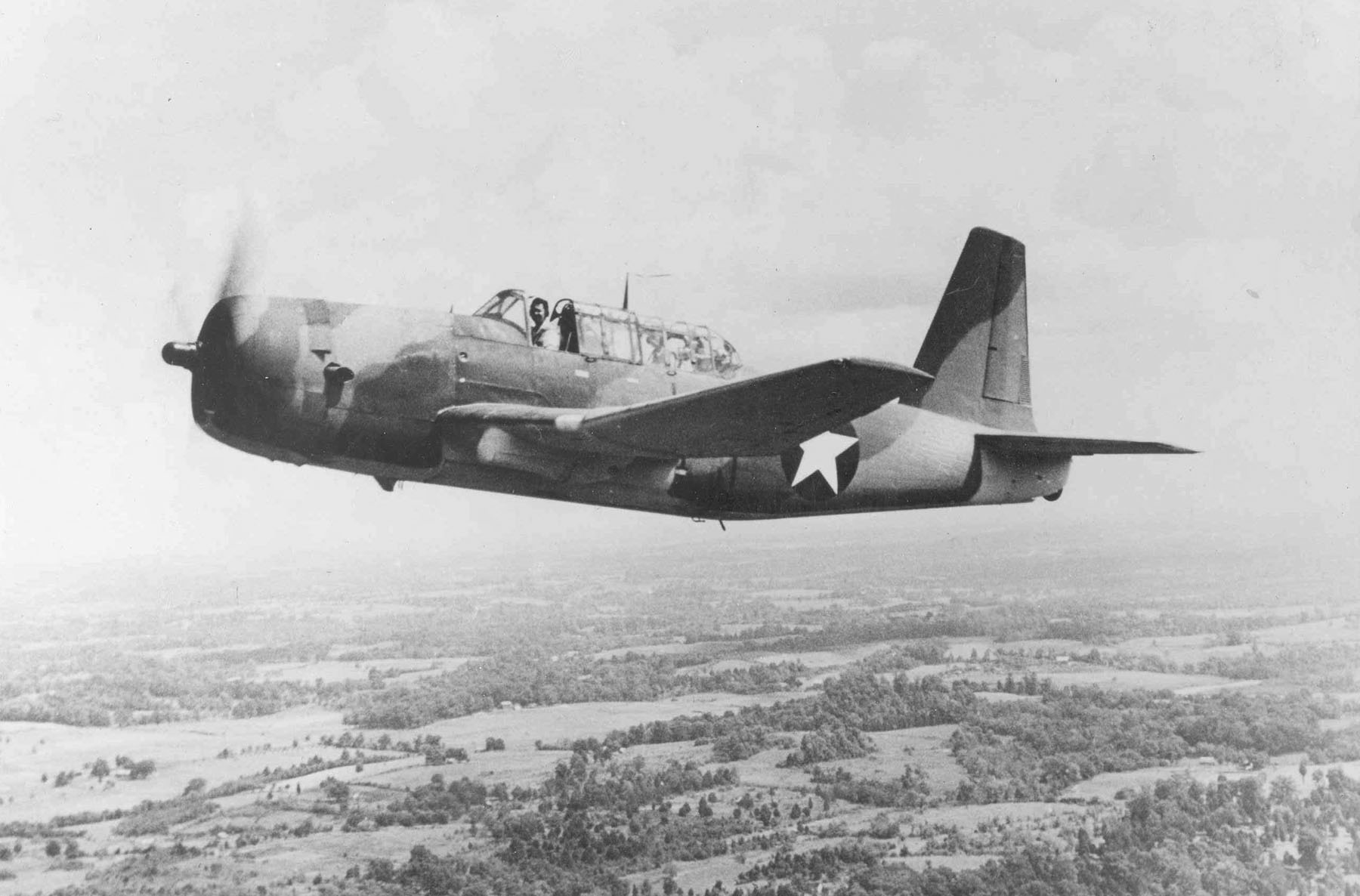
A-35B in volo. Questo esemplare è stato convertito al traino bersagli, previa rimozione di tutto l'armamento.

### Australia
Dopo la rinuncia all'acquisto del cacciabombardiere Brewster SB2A Buccaneer la Royal Australian Air Force emise, come misura di emergenza in seguito allo scoppio delle ostilità nell'Oceano Pacifico, un ordine per 400 Vultee Vengeance. Tale ordine venne evaso tramite la legge Affitti e prestiti, e con la cessione di un buon numero di velivoli dell'ordine destinato alla Gran Bretagna. Dato il carattere di urgenza il primo Vengeance venne consegnato alla R.A.A.F. nel maggio del 1942, ma per effettuare missioni belliche non furono disponibili aerei in numero sufficiente fino all'aprile 1943. Il primo Squadron ad esserne equipaggiato fu il No.12, che effettuò la sua prima missione bellica sulle Isole Selaru, nelle Indie Orientali Olandesi.
Con tale tipo di velivolo vennero successivamente equipaggiati i No. 21, 23, 24 e 25 Squadron. Di questi solo il No.25 Squadron fu usato operativamente, per un breve periodo, durante la campagna della Nuova Guinea. I Vengeance australiani effettuarono le loro ultime sortite operative l'8 marzo 1944, in quanto considerati meno efficienti dei nuovi cacciabombardieri, a causa del corto raggio d'azione e della lunga pista di decollo ad essi necessaria. Verso la metà dello stesso mese furono ritirati dal servizio, così da consentire l'arrivo in quell'area di nuovi reparti modernamente equipaggianti.
Gli squadron originariamente dotati di Vengeance furono riequipaggiati con i moderni bombardieri pesanti Consolidated B-24 Liberator. Verso la fine del marzo 1944 la RAAF aveva ancora in ordine 58 Vengeance, ma la loro consegna fu annullata, e gli aerei mai consegnati. Un piccolo numero di Vengeance rimase in servizio con le unità di supporto e valutazione fino al 1946.

### Brasile
A partire dal 1944 gli Stati Uniti fornirono alla Força Aérea Brasileira trentatré tra V-72 e A-35. Questi velivoli armarono un paio di squadriglie destinate al pattugliamento antisommergibile sulle rotte di approccio ai porti nazionali. Furono tutti ritirati dal servizio entro l'aprile 1948.

### Francia
Nessuno degli esemplari ordinati prima dell'invasione tedesca del maggio 1940 entrò mai in servizio presso l'Armée de l'Air. Nel corso del 1943 le Forces aériennes françaises libres ricevettero 67 tra A-35A e A-35B, assegnati a tre gruppi da bombardamento in Nord Africa. L'aeronautica francese, tuttavia, desiderosa di rendere operativo il velivolo al più presto non fece incorporare sui propri aerei le modifiche, ritenute indispensabili, adottate da Gran Bretagna e Australia. I velivoli francesi si dimostrarono estremamente inaffidabili, caratterizzati dall'alto consumo di olio dei propri propulsori. A causa di ciò non furono mia usati operativamente, ma destinati all'addestramento prima di essere radiati nel settembre 1944.

### Gran Bretagna
Quando ormai la Royal Air Force aveva ricevuto un notevole numero di Vultee Vengeance, il parere degli alti comandi della RAF sull'utilità dei bombardieri in picchiata specializzati era cambiato. Durante la Battaglia d'Inghilterra, e nelle operazioni aeree nell'Africa Settentrionale, si era dimostrato come il bombardiere in picchiata fosse vulnerabile agli attacchi dei caccia, e questo fatto fu determinante nell'assumere la decisione di non impiegare il Vengeance nel teatro operativo europeo o mediterraneo. L'alto comando decise di utilizzare tale velivolo nel teatro della Birmania, in maniera che potesse essere usato in operazioni di bombardamento in picchiata a sostegno delle operazioni che le truppe indiane e britanniche stavano effettuando nelle giungle di quell'area.
I primi squadron della RAF ad esserne equipaggiati furono il No.82 e No.110, che ricevettero i primi velivoli nell'ottobre 1942.  L'esordio operativo contro le forze giapponesi, in qualità di bombardiere in picchiata, avvenne il 19 marzo 1943. Ulteriori due Squadron della RAF presenti in Birmania (No.84 e No.45), insieme a due dell'Indian Air Force (No.7 e No.8), vennero dotati di tale velivolo. I reparti furono intensamente impiegati durante la seconda campagna di Arakan, nel 1943-1944, e per la difesa di Imphal e Kohima nell'aprile-luglio 1944. In seguito alla fallimento dell'attacco giapponese, sia la RAF e che l'IAF iniziarono a eliminare gradualmente i Vengeance dai reparti di prima linea,  in favore dei più versatili cacciabombardieri e bombardieri leggeri bimotore. Le ultime operazioni in Birmania ebbero luogo il 16 luglio 1944.

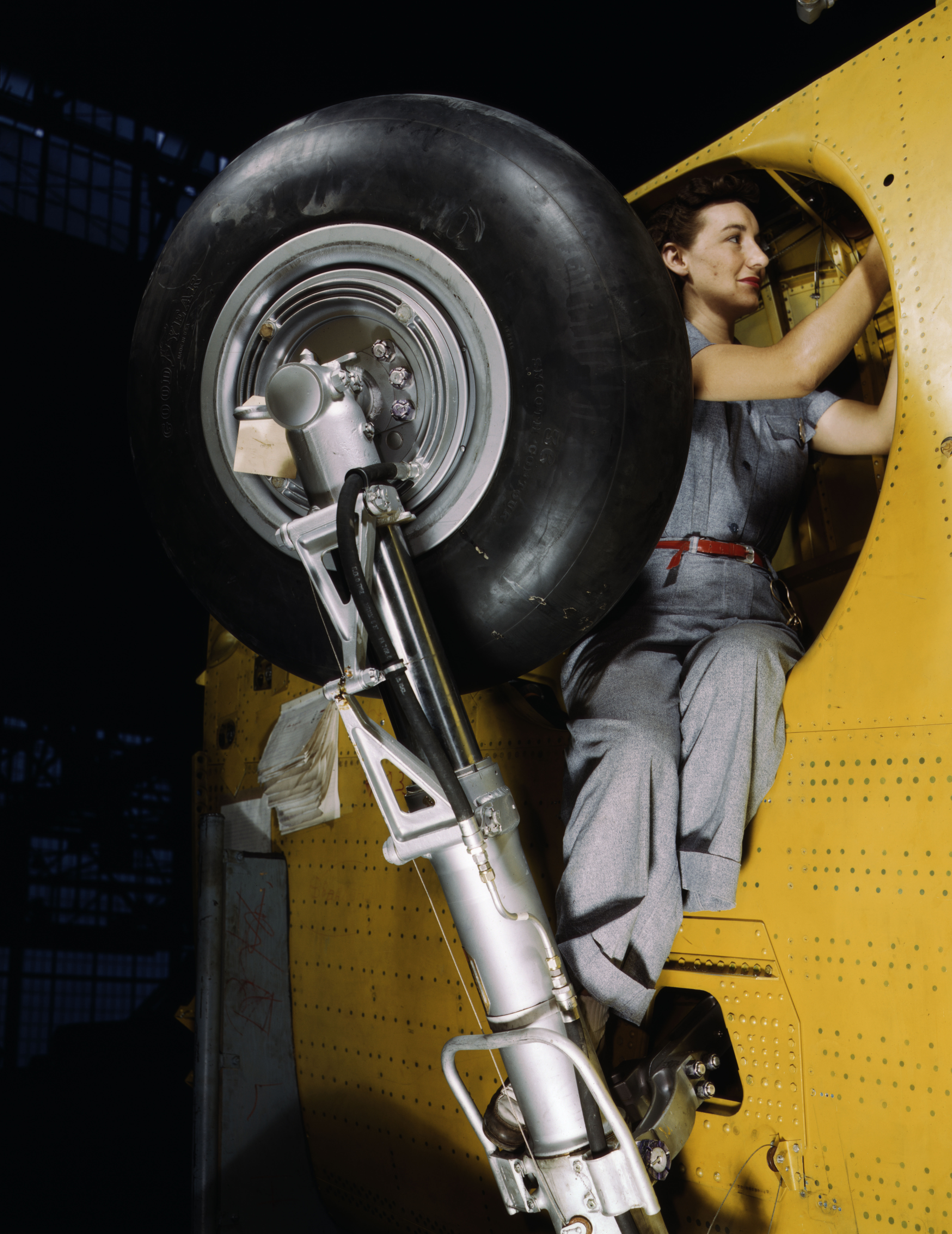
Questa donna lavoratrice della fabbrica Vultee di Nashville mostra le regolazioni finali della ruota nell'apposito vano, prima dell'installazione del carrello di atterraggio. (Febbraio 1942)

Oltre a prestare servizio in Birmania, un detachment del No.110 RAF Squadron fu inviato a Takoradi, in Africa occidentale, attraverso il Medio Oriente. Durante il volo di trasferimento un certo numero di velivoli dovettero atterrare in emergenza, a causa di guasti meccanici di varia natura. Tra settembre e il dicembre del 1944, undici Vultee Vengeance effettuarono missioni di disinfestazione contro le zanzare portatrici della malaria, usando appositi dispenser subalari a spruzzo. Anche se gradualmente ritirato dal servizio di prima linea, la Royal Air Force continuò a ricevere ha un gran numero di Vengeance in base alla legge Lend-Lease (al contrario di quelli acquistati direttamente dalla Gran Bretagna), le cui consegne erano appena iniziate. Molti di questi velivoli consegnati al Regno Unito vennero dichiarati in surplus, tra cui la maggior parte dei Vengeance Mk.IV, e modificati come traino-bersagli per l'uso presso la RAF e la Fleet Air Arm (FAA). Per adattare il velivolo a questo ruolo fu rimosso tutto l'armamento.

## Versioni
- Vengeance Mk.I: Vultee V-72 costruito su licenza dalla Northrop e ordinato direttamente per la Gran Bretagna. Questa versione, realizzata in 200 esemplari, era equipaggiata con il propulsore Wright R-2600-A5B erogante 1.600 hp (1.200 kW).[8]
- Vengeance Mk.IA: versione del velivolo, simile alla precedente, acquistata dalla Gran Bretagna in base alla Legge Affitti e prestiti. Ne furono realizzati 200 esemplari presso gli stabilimenti Northrop, equipaggiati con il motore Wright R-2600-19 da 1.600 hp (1.200 kW).[8]
- Vengeance Mk.II: versione di produzione Vultee acquistata direttamente dalla Gran Bretagna, realizzata in 501 esemplari. Aveva piccole differenze rispetto alla versione Vengeance Mk.I.[8]
- Vengeance Mk.III: versione costruita in 200 esemplari in base alla Legge Affitti e prestiti.[8]
- Vengeance Mk.IV: designazione del modello A-35B, costruita in 458 esemplari, e fornita in base alla Legge Affitti e prestiti a Royal Air Force e Royal Australian Air Force.[8]
- XA-31: il prototipo del V-72 Vengeance ridenominato secondo le designazioni dell'USAAF nel giugno 1942. Designazione interna della fabbrica V-88.[15]
- XA-31B: il prototipo XA-31A modificato come banco prova volante del motore Pratt & Whitney XR-4360-1 Wasp Major da 3.000 hp (2.240 kW).[15]
- XA-31C: un Vengeance Mk.III modificato come banco prova volante del motore Wright R-3350 -18 Duplex Cyclone da 2.200 hp (1.640 kW).[15]
- YA-31C: versione costruita in cinque esemplari come banchi prova per i motori R-3350-17 destinati ai bombardieri Boeing B-29 Superfortress .[15]
- A-31-NO: designazione USAAF della versione Vengeance Mk.IA.
- A-31-VN: designazione USAAF della versione Vengeance Mk.III.
- A-35A: versione destinata all'uso dell'USAAF in base alla Legge Affitti e prestiti, costruita in 99 esemplari.  Era dotata di ala con incidenza di 4° gradi, armamento su quattro mitragliatrici Browning M-2 da 12,7 mm, torretta difensiva posteriore, e propulsore Wright R- 2600-13 o -8 erogante 1.700 hp. Designazione interna V-88.[15]
- A-35B: designazione adottata da 831 velivoli dopo la modifica dell'armamento, passato a sei mitragliatrici anteriori da 12,7 mm (0.50 in), e l'adozione di ulteriori rastrelliere per bombe.[15]
- TBV-1 Georgia: designazione adottata dall'US Naval Aviation per i velivoli ad essa destinati.

## Utilizzatori
Australia
- Royal Australian Air Force[11]
  - No. 12 Squadron RAAF
  - No. 21 Squadron RAAF
  - No. 23 Squadron RAAF
  - No. 24 Squadron RAAF
  - No. 25 Squadron RAAF
  - No. 3 Communication Unit RAAF
  - No. 4 Communication Unit RAAF
  - No. 5 Communication Unit RAAF
  - No. 6 Communication Unit RAAF
  - No. 7 Communication Unit RAAF
  - No. 9 Communication Unit RAAF

 Brasile
- Força Aérea Brasileira[20]
  - 1st Dive-Bombing Squadron
  - 2nd Dive-Bombing Squadron

 Francia libera
- Forces aériennes françaises libres[20]
  - GB 1/32 Bourgogne
  - GB 1/17 Picardie
  - GB 2/15 Anjon

- Indian Air Force
  - No. 7 Squadron IAF
  - No. 8 Squadron IAF
  - No.1 Service Flying Training School
  - No.22 Anti Aircraft Cooperation Unit
  - No.1 Target Towing Flight

 Regno Unito
- Royal Air Force[21]
  - No. 45 Squadron RAF
  - No. 82 Squadron RAF
  - No. 84 Squadron RAF
  - No. 110 Squadron RAF
  - No. 288 Squadron RAF
  - No. 289 Squadron RAF
  - No. 291 Squadron RAF
  - No. 567 Squadron RAF
  - No. 577 Squadron RAF
  - No. 587 Squadron RAF
  - No. 595 Squadron RAF[22]
  - No. 631 Squadron RAF
  - No. 667 Squadron RAF
  - No. 679 Squadron RAF
  - No. 691 Squadron RAF
  - No. 695 Squadron RAF
- Fleet Air Arm[20]
  - 721 Naval Air Squadron
  - 733 Naval Air Squadron
  - 791 Naval Air Squadron

 Stati Uniti
- United States Army Air Force[20]
  - 55th Bombardment Squadron (Dive)
  - 56th Bombardment Squadron (Dive)
  - 57th Bombardment Squadron (Dive)
  - 88th Bombardment Squadron (Dive)
  - 309th Bombardment Squadron (Dive)
  - 311th Bombardment Squadron (Dive)
  - 312th Bombardment Squadron (Dive)
  - 623rd Bombardment Squadron (Dive)
  - 628th Bombardment Squadron (Dive)
  - 629th Bombardment Squadron (Dive)
  - 630th Bombardment Squadron (Dive)
  - 631st Bombardment Squadron (Dive)

## Esemplari attualmente esistenti
È nota l'esistenza di un solo esemplare completo della versione Vengeance Mk.IV, mai entrato in servizio presso la Royal Australian Air Force. Il velivolo si trova attualmente conservato presso il Camden Air Museum, Nuovo Galles del Sud, Australia.

### Pubblicazioni
- (EN) Alain J. Pelletier, Consumptive Vengeance: Vultee A-35s in French Service, in Air Enthusiast, No.128, Stamford, UK, Key Publishing, marzo-aprile 2007,  pp. 75-79, ISSN 0143 5450.
- (EN) Christopher Shores, Frank Smith, Diving Vengeance, in Air Enthusiast, No.5, Bromley, UK, Pilot Press, novembre 1977-february 1978 2007,  pp. 29-43.
- (EN) RogerFreeman, Part 2, Armament and Equipment, in Mighty Eighth War Manualt, London:, UK, Jane's Publishing, 1984,  p. 208, ISBN 0-7106-0325-8.